# Mateja Bajunović
Mateja Bajunović (Servisch: Матеја Бајуновић) (Spijkenisse, 4 februari 2002) is een Nederlands voetballer van Servische afkomst die als middenvelder voor AEZ Zakakiou speelt.

## Carrière
Mateja Bajunović speelde in de jeugd van VV Spijkenisse, Sparta Rotterdam, Feyenoord, weer Sparta Rotterdam, Excelsior en FC Dordrecht. Hij debuteerde in het eerste elftal van FC Dordrecht op 30 januari 2021, in de met 0-5 verloren thuiswedstrijd tegen Roda JC Kerkrade. Hij kwam in de 82e minuut in het veld voor Thomas Poll. Op deze ene wedstrijd na speelde hij niet voor FC Dordrecht. In 2021 vertrok hij transfervrij naar PFK Neftohimik Boergas, wat op het tweede niveau van Bulgarije speelt.

### Statistieken
| Seizoen                       | Club                   | Land           | Competitie     | Competitie | Competitie | Beker | Beker | Totaal | Totaal |
| Seizoen                       | Club                   | Land           | Competitie     | Wed.       | Dlp.       | Wed.  | Dlp.  | Wed.   | Dlp.   |
| ----------------------------- | ---------------------- | -------------- | -------------- | ---------- | ---------- | ----- | ----- | ------ | ------ |
| 2020/21                       | FC Dordrecht           | Nederland      | Eerste divisie | 1          | 0          | 0     | 0     | 1      | 0      |
| 2021/22                       | PFK Neftohimik Boergas | Bulgarije      | Vtora Liga     | 10         | 0          | 0     | 0     | 10     | 0      |
| 2022/23                       | AEZ Zakakiou           | Cyprus         | B' Kategoria   | 0          | 0          | 0     | 0     | 0      | 0      |
| Carrièretotaal                | Carrièretotaal         | Carrièretotaal | Carrièretotaal | 11         | 0          | 0     | 0     | 11     | 0      |
| Bijgewerkt op 26 oktober 2022 |                        |                |                |            |            |       |       |        |        |